# 計算書類
計算書類（けいさんしょるい）とは、日本における会社法・会計の用語の一つ。会社の利益を算出し確定するために作成される書類のこと。
- 会社法について以下では、条数のみ記載する。

## 概要
会社法435条において「計算書類」とは、
- 1. 貸借対照表
- 2. 損益計算書
- 3. 株主資本等変動計算書
- 4. 個別注記表

をさす。また、同条の規定により会社が作成しなければならない「計算書類等」には、
- 5. 事業報告
- 6. 計算書類の附属明細書
- 7. 事業報告の附属明細書

が含まれる（「計算書類等」の内容は条文によって異なる）。
「臨時計算書類」とは、臨時決算日における1.貸借対照表、2,損益計算書をさす（441条）。
「計算関係書類」とは、1.開業貸借対照表、2.計算書類、3.附属明細書、4.臨時計算書類、5.連結計算書類をさす（会社計算規則2条）。
「連結計算書類」とは、1.連結貸借対照表、2.連結損益計算書、3.連結株主資本等変動計算書、4.連結注記表をさす（会社計算規則61条）。

## 作成保存
株式会社については、作成、10年間の保存が義務付けられている（435条）。
会計参与は、取締役と共同して、計算書類を作成する（374条）。
書類として作成されるのが通常だが、電磁的記録として作成されることも可能である（435条3項）。
財務諸表とは別の法的な目的で作成されるものであるが、会社法施行と同時に施行された会社計算規則においては、両者の用語の統一が図られている。
計算書類等の備置き及び閲覧等（442条）。
原則として定時株主総会の日の一週間前の日から五年間本店に備え置かなければならない。

## 承認手続等
取締役会設置会社においては、定時株主総会の招集の通知に際して、計算書類及び事業報告を提供しなければならない（437条）。
株主総会で承認を受けることが原則であるが（438条）、会計監査人設置会社において会社計算規則163条各号のいずれも満たす場合は、取締役会の承認で足りる（439条、436条3項）。
株式会社は、定時株主総会の終結後遅滞なく、貸借対照表を公告しなければならない（440条）。